# Die Top Secret Show
Die Top Secret Show ist eine britische Zeichentrickserie im Auftrag von BBC Worldwide und BBC Children’s. Die Serie umfasst 52 Episoden in 2 Staffeln und wurde vom 16. September 2006 bis zum 21. November 2007 auf CBBC erstausgestrahlt. In Deutschland feierte sie am 16. September 2008 ihre Premiere auf dem deutschen Disney Channel. Des Weiteren war sie auf Toon Disney zu sehen und wurde am 27. Januar 2014 erstmals auf dem Disney Channel (Deutschland) im Free-TV ausgestrahlt. 

## Handlung
Die zwei Geheimagenten Anita Knight und Victor Volt gehören zur geheimen Organisation „UZZ“ und beschützen die Menschen vor Bedrohungen und Gefahren. Ihr Auftraggeber „Täglich Anders“ ändert aus Sicherheitsgründen täglich seinen Namen. Zum Kämpfen besitzen die Agenten viele Waffen und Erfindungen von Professor Professor. Oft steht ihnen auch der Spezialagent Agent Ray und seine Sondertruppe zur Seite, die den Sendeplatz vor jeder Episode für die Top Secret Show freiräumen.
Zu ihren Hauptfeinden gehört „T.H.E.M. - The Horrible Evil Menace“, eine Organisation, die das genaue Gegenteil zu „UZZ“ bildet und böse Ziele verfolgt. Die Leiterin von „T.H.E.M.“ ist Doktor Doktor. Sie will nichts lieber als die Herrschaft der Welt und hat ihr eigenes Team von Agenten. Aber es gibt noch viele weitere Feinde wie zum Beispiel die Schwebeköpfe,  oder die Hirnsaugschrecken. Mehrmals steht auch das „geheime Ding“ im Fokus einer Episode, auf das es sowohl die Double-Agenten, als auch Doktor Doktor abgesehen haben. Es ist ein orangefarbener Zylinder, dessen genauer Inhalt streng geheim gehalten wird.

## Charaktere
Victor VoltEr ist ein Topagent und kämpft an der Seite von Anita Knight gegen das Böse. Zusammen sind sie die Protagonisten der Serie. Er lässt sich sehr schnell Ablenken und wirkt oft infantil. Außerdem ist er Vegetarier. Er trägt einen blauen Anzug und sein Skybike ist lila. Die Prinzessin der Schwebeköpfe verliebte sich bei einer seiner Missionen in ihn.
Anita KnightSie ist eine Top-Agentin und kämpft an der Seite von Victor Volt gegen das Böse. Zusammen sind sie die Protagonisten der Serie. Sie ist konzentriert und nimmt eine Mission immer sofort Ernst. Sie trägt einen lila Anzug und ein Stirnband. Ihr Skybike ist grün.
Täglich Anders (Changed Daily)Er ist der Chef der Geheimorganisation „UZZ“ und er trägt den Namen „Täglich Anders“, da er seinen Namen aus Sicherheitsgründen täglich ändert. Da die jedoch meist urkomisch und sehr lächerlich sind, machen sich seine Agenten und Professor Professor nicht selten über ihn lustig.
Professor ProfessorEr  ist sehr interessiert an der Wissenschaft und gehört auch zur geheimen Organisation „UZZ“. Er arbeitet hauptsächlich an seinen Erfindungen, Gerätschaften und Waffen für Anita und Victor.
Oma (Sweet Little Granny)Oma ist 138 Jahre alt und führt mit ihren sechs flauschigen Häschen durch die Kindersendung "Fluffy Bunny Show", die wegen der Top Secret Show vor dem Vorspann immer unterbrochen wird. Bunnie ist der Name eines ihrer Häschens.
Doktor Doktor (Doctor Doctor)Sie ist die Leiterin der bösen Organisation „T.H.E.M“ (The Horrible Evil Menace, dt. „Die schreckliche, böse Bedrohung“). Ihre Ziele sind die Weltherrschaft und die Zerstörung von „UZZ“. Sie verfügt über ein Team von Handlangern, die für sie arbeiten und ist der Hauptantagonist in der Serie.
Die Schwebeköpfe (The Floaty Heads)Sind Außerirdische vom Planeten Zabulon. Sie sind auf Helium basierende Lebensformen, deren mit Helium gefüllte Köpfe über ihren Körpern schweben. Ihr Anführer ist der 12-jährige Prinz Spong. Sie wollen den Ball von Spong und sind Feinde von „UZZ“. Ihre Prinzessin verliebte sich in Victor.
Die Double-Agenten (The Impostors)Sie sind große Maden und leben in einem blauen Körper 90 Meilen unter der Erde. Sie tragen blaue Helme und haben ein Auge auf ihrem Oberteil. Sie wollen die neue Eiszeit und versuchen das „geheime Ding“ zu stehlen. Ihr Anführer ist rot gekleidet und heißt „Rotes Auge“.
Der Küchenchef (The Chef)Er ist ein böser Koch, der Essen zum Leben erwecken kann und Anita backen wollte. Einer seiner Arme ist ein Mixer.
Die Hirnsaugschrecken (The Reptogators)Sie wollen Menschen das Gehirn aussaugen, können 83 Meilen pro Stunde laufen und leben 60 Meilen unter der Erde. Sie sind Reptilartige Wesen und werden durch das absaugen von Hirnströmen schlau. Bei ihrer Anwesenheit beginnen die Gürtel der Agenten zu läuten und zu blinken.

## Synchronisation
| Rolle               | Originalsprecher | Deutscher Sprecher |
| ------------------- | ---------------- | ------------------ |
| Anita Knight        | Kate Harbour     |                    |
| Victor Volt         | Alan Marriott    |                    |
| Täglich Anders      | Keith Wickham    | Lothar Blumhagen   |
| Professor Professor | Rob Rackstraw    | Eberhard Prüter    |
| Doktor Doktor       | Kate Harbour     |                    |

## Ausstrahlung
Die Ausstrahlung in Deutschland erfolgte auf dem Disney Channel und Toon Disney. Seit der Einstellung von Toon Disney läuft die Serie nur noch auf dem Disney Channel, auf dem die Serie am 27. Januar 2014 ihre Free-TV Premiere feierte.
| Staffel | Episoden | Ausstrahlung (Großbritannien) CBBC | Ausstrahlung (Großbritannien) CBBC | Ausstrahlung (Deutschland) Disney Channel | Ausstrahlung (Deutschland) Disney Channel |
| Staffel | Episoden | von                                | bis                                | von                                       | bis                                       |
| ------- | -------- | ---------------------------------- | ---------------------------------- | ----------------------------------------- | ----------------------------------------- |
| 1       | 26       | 16. September 2006                 | 23. Dezember 2006                  | 16. Juni 2008                             | 30. Juni 2008                             |
| 2       | 26       | 17. Februar 2007                   | 21. November 2007                  | 1. Juli 2008                              | 6. Dezember 2008                          |

## Episodenguide
| Nummer (gesamt) | Nummer (Staffel) | Deutscher Titel                    | Originaltitel                   | Erstausstrahlung (GB) | Erstausstrahlung (Deutschland) |
| 1               | 1-1              | Das geheime Ding                   | The Secret Thing                | 16. September 2006    | 28. Juni 2008                  |
| 2               | 1-2              | Wer hat die Schweiz gestohlen?     | Who Stole Switzerland?          | 23. September 2006    | 16. Juni 2008                  |
| 3               | 1-3              | Die explosiven Popel               | Bogie Ball                      | 30. September 2006    | 16. Juni 2008                  |
| 4               | 1-4              | Agenten im Visier                  | Wedgie Attack!                  | 7. Oktober 2006       | 16. Juni 2008                  |
| 5               | 1-5              | Die Baby-Brigade                   | Commando Babies                 | 14. Oktober 2006      | 17. Juni 2008                  |
| 6               | 1-6              | Die Perücken-Krise                 | Bad Hair Day                    | 14. Oktober 2006      | 17. Juni 2008                  |
| 7               | 1-7              | Der Gedächtnis-Manipulator         | And That’s For Helsinki         | 21. Oktober 2006      | 18. Juni 2008                  |
| 8               | 1-8              | Der Ball von Spong                 | The Ball of Spong               | 21. Oktober 2006      | 18. Juni 2008                  |
| 9               | 1-9              | Reise zur Sonne                    | Destination Sun                 | 28. Oktober 2006      | 8. August 2008                 |
| 10              | 1-10             | Der geheime Raum                   | The Secret Room                 | 28. Oktober 2006      | 19. Juni 2008                  |
| 11              | 1-11             | Der erste Kontakt                  | Alien Attack!                   | 4. November 2006      | 19. Juni 2008                  |
| 12              | 1-12             | Die Spiegelwelt                    | Mirror, Mirror                  | 4. November 2006      | 20. Juni 2008                  |
| 13              | 1-13             | Rückkehr des Dr. Hypno             | Dr. Hypno Returns again         | 11. November 2006     | 20. Juni 2008                  |
| 14              | 1-14             | Die Traumtänzer                    | Secret Sleep                    | 11. November 2006     | 23. Juni 2008                  |
| 15              | 1-15             | Super-Victor                       | Super-Vic                       | 18. November 2006     | 23. Juni 2008                  |
| 16              | 1-16             | Verschollen im Bermuda Trapez      | The Ting That Goes Ping         | 18. November 2006     | 23. Juni 2008                  |
| 17              | 1-17             | Die Hose des Untergangs            | The Trousers of Doom            | 25. November 2006     | 24. Juni 2008                  |
| 18              | 1-18             | Die geheime Schachtel              | What’s in the Box?              | 25. November 2006     | 24. Juni 2008                  |
| 19              | 1-19             | Die Rückkehr der Killer-Zahnbürste | Return of the Killer Toothbrush | 2. Dezember 2006      | 25. Juni 2008                  |
| 20              | 1-20             | Angriff der Hirnsaugschrecken      | Reptogrator Attack              | 2. Dezember 2006      | 25. Juni 2008                  |
| 21              | 1-21             | Mr. Atom                           | Mr Atom                         | 9. Dezember 2006      | 26. Juni 2008                  |
| 22              | 1-22             | Guten Appetit                      | When good Food goes bad         | 9. Dezember 2006      | 27. Juni 2008                  |
| 23              | 1-23             | Im Reich der Double-Agenten        | Flick the Switch                | 16. Dezember 2006     | 27. Juni 2008                  |
| 24              | 1-24             | Das Riesen-Hirn des Grauens        | Giant Brain of Terror!          | 16. Dezember 2006     | 27. Juni 2008                  |
| 25              | 1-25             | Der Erfindung-Umkehr-Strahl        | You’re History                  | 23. Dezember 2006     | 30. Juni 2008                  |
| 26              | 1-26             | Victor, der Katzenmensch           | A purrfect Villian              | 23. Dezember 2006     | 30. Juni 2008                  |

| Nummer (gesamt) | Nummer (Staffel) | Deutscher Titel                              | Originaltitel                     | Erstausstrahlung (GB) | Erstausstrahlung (Deutschland) |
| 27              | 2-1              | Glückspilz Leo                               | Lucky Leo                         | 17. Februar 2007      | 1. Juli 2008                   |
| 28              | 2-2              | Die Zombies sind los!                        | Zombie Attack!                    | 24. Februar 2007      | 1. Juli 2008                   |
| 29              | 2-3              | Der Double-Professor                         | Imposting the Impsotors           | 3. März 2007          | 2. Juli 2008                   |
| 30              | 2-4              | Miete für die Ammonieten                     | Ammonites Rule!                   | 10. März 2007         | 2. Juli 2008                   |
| 31              | 2-5              | Besuch aus der Zukunft                       | Victor of the Future              | 17. März 2007         | 3. Juli 2008                   |
| 32              | 2-6              | Wettrennen der Sehenswürdigkeiten            | Monument Racers                   | 24. März 2007         | 3. Juli 2008                   |
| 33              | 2-7              | Der gefrorene Erdkern                        | Impostor Attack!                  | 31. März 2007         | 4. Juli 2008                   |
| 34              | 2-8              | Die Eisbomben                                | Secret Spider                     | 7. April 2007         | 4. Juli 2008                   |
| 35              | 2-9              | Das Planeten-Mobile                          | Rise of the Floaty-Heads          | 30. Oktober 2007      | 7. Juli 2008                   |
| 36              | 2-10             | Der gestohlene Top Secret-Film               | Catch the Birdman                 | 31. Oktober 2007      | 7. Juli 2008                   |
| 37              | 2-11             | Der Welthymnen-Wettbewerb                    | Word Anthem                       | 1. November 2007      | 8. Juli 2008                   |
| 38              | 2-12             | Die vergessene Agentin                       | It’s a Hamster World              | 2. November 2007      | 8. Juli 2008                   |
| 39              | 2-13             | Der Kuschel-Wuschel-Häschen-Spenden-Marathon | The Fluffy Bunnython of Doom      | 27. Oktober 2007      | 9. Juli 2008                   |
| 40              | 2-14             | Die Wabbel-Menschen aus der 10. Dimension    | The Wobble Men from Dimension 10  | 27. Oktober 2007      | 9. Juli 2008                   |
| 41              | 2-15             | Das trojanische Huhn                         | Mission to Monkey nut Island      | 27. Oktober 2007      | 10. Juli 2008                  |
| 42              | 2-16             | Maestroa unvollendete Oper                   | A Hairy Scary World               | 8. November 2007      | 10. Juli 2008                  |
| 43              | 2-17             | Die Weltretter                               | World Savers                      | 9. November 2007      | 11. Juli 2008                  |
| 44              | 2-18             | Die Hand                                     | The Hand                          | 12. November 2007     | 11. Juli 2008                  |
| 45              | 2-19             | Geheimagent Weihnachtsmann                   | Secret Santa                      | 27. Oktober 2007      | 6. Dezember 2008               |
| 46              | 2-20             | Die Z-Strahlen-Brille der Macht              | The Z-Ray Goggles of Power        | 27. Oktober 2007      | 14. Juli 2008                  |
| 47              | 2-21             | Der streng geheime Geheimagent               | The Secret Man                    | 14. November 2007     | 14. Juli 2008                  |
| 48              | 2-22             | Der Professor-Professor-Planet               | Planet Professor Professor        | 15. November 2007     | 15. Juli 2008                  |
| 49              | 2-23             | In der Tiefe                                 | The Abyss                         | 16. November 2007     | 15. Juli 2008                  |
| 50              | 2-24             | Die unsichtbaren Diebe                       | Stuff Stealers                    | 17. November 2007     | 16. Juli 2008                  |
| 51              | 2-25             | Der neue Weltpräsident                       | The Villain nobody took seriously | 20. November 2007     | 16. Juli 2008                  |
| 52              | 2-26             | Der Maulwurf                                 | Secret Double Agent               | 21. November 2007     | 17. Juli 2008                  |